# Gašper Marguč
Gašper Marguč, né le 20 août 1990 à Celje, est un handballeur international slovène. Il évolue au poste d'ailier droit en équipe nationale slovène et au Veszprém KSE.

## Palmarès

### En club
Compétitions internationales
- Finaliste de la Ligue des champions en 2015, 2016, 2019

Compétitions trans-nationales
- Vainqueur de la Ligue SEHA en 2015, 2016

Compétitions nationales
- Vainqueur du Championnat de Slovénie (2) : 2010, 2014
- Vainqueur de la Coupe de Slovénie (4) : 2010, 2012, 2013, 2014
- Vainqueur de la Supercoupe de Slovénie (1) : 2010
- Vainqueur du Championnat de Hongrie (4) : 2015, 2016, 2017, 2019
- Vainqueur de la Coupe de Hongrie (4) : 2015, 2016, 2017, 2018

### En équipe nationale
- 4e place au Championnat du monde 2013 en Espagne
- 14e place au Championnat d'Europe 2016 en Pologne
- médaille de bronze au Championnat du monde 2017 en France
- 8e place au Championnat d'Europe 2018 en Croatie

équipes jeunes
- médaille de bronze au Championnat d'Europe U20 en 2010

### Distinctions individuelles
- Meilleur buteur du Championnat d'Europe U20 en 2010

## Galerie

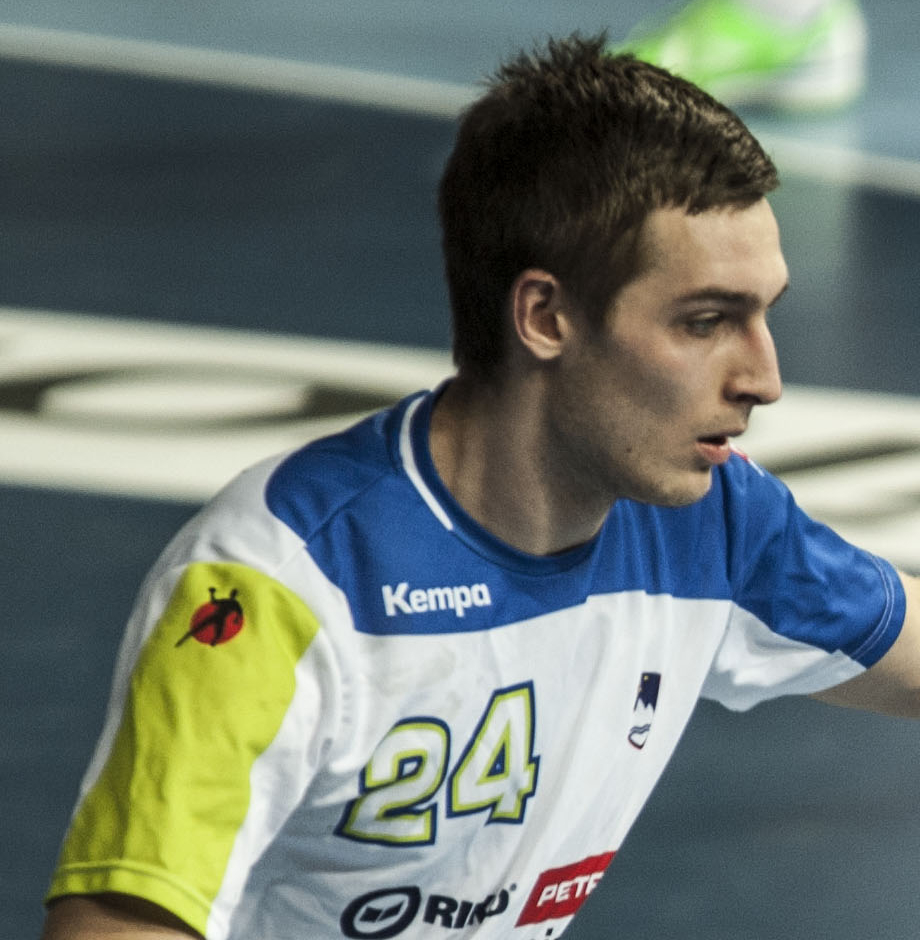
Marguč en 2013.
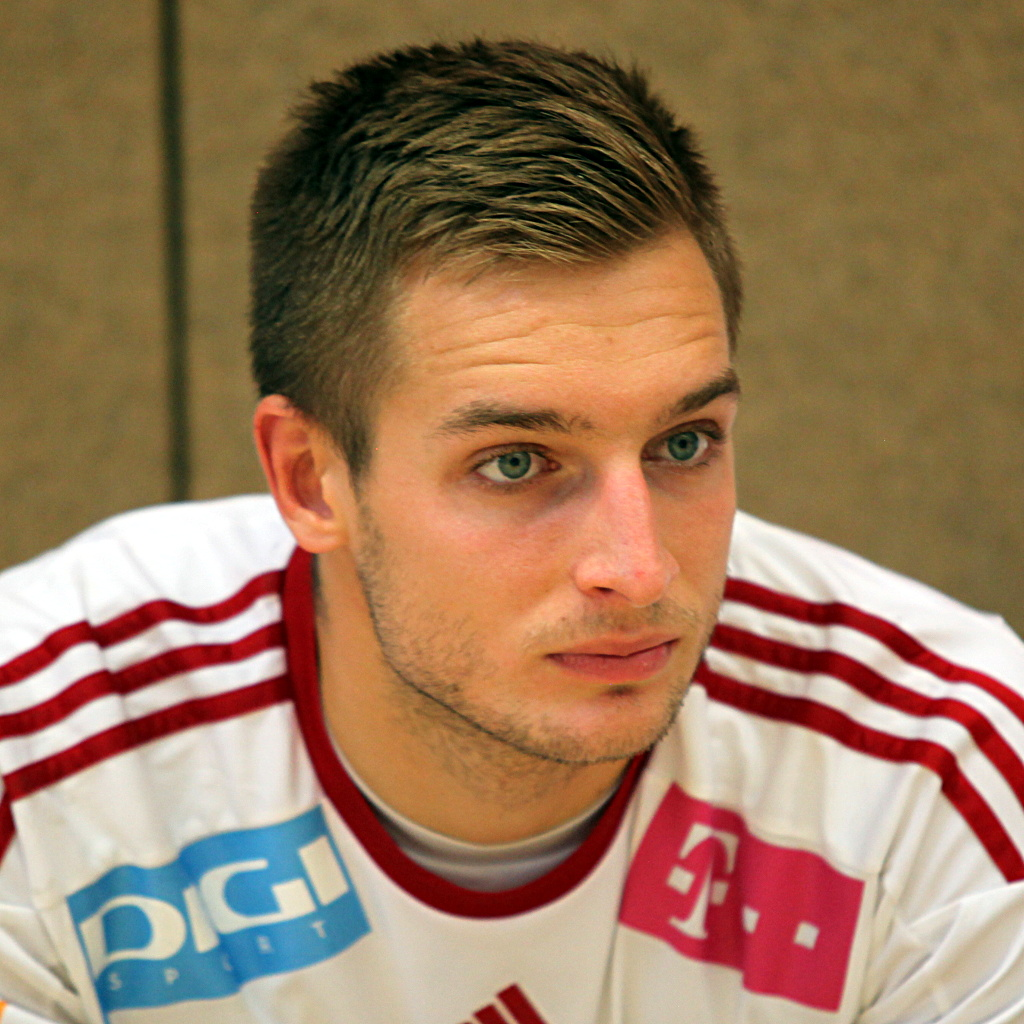
Marguč en 2014.
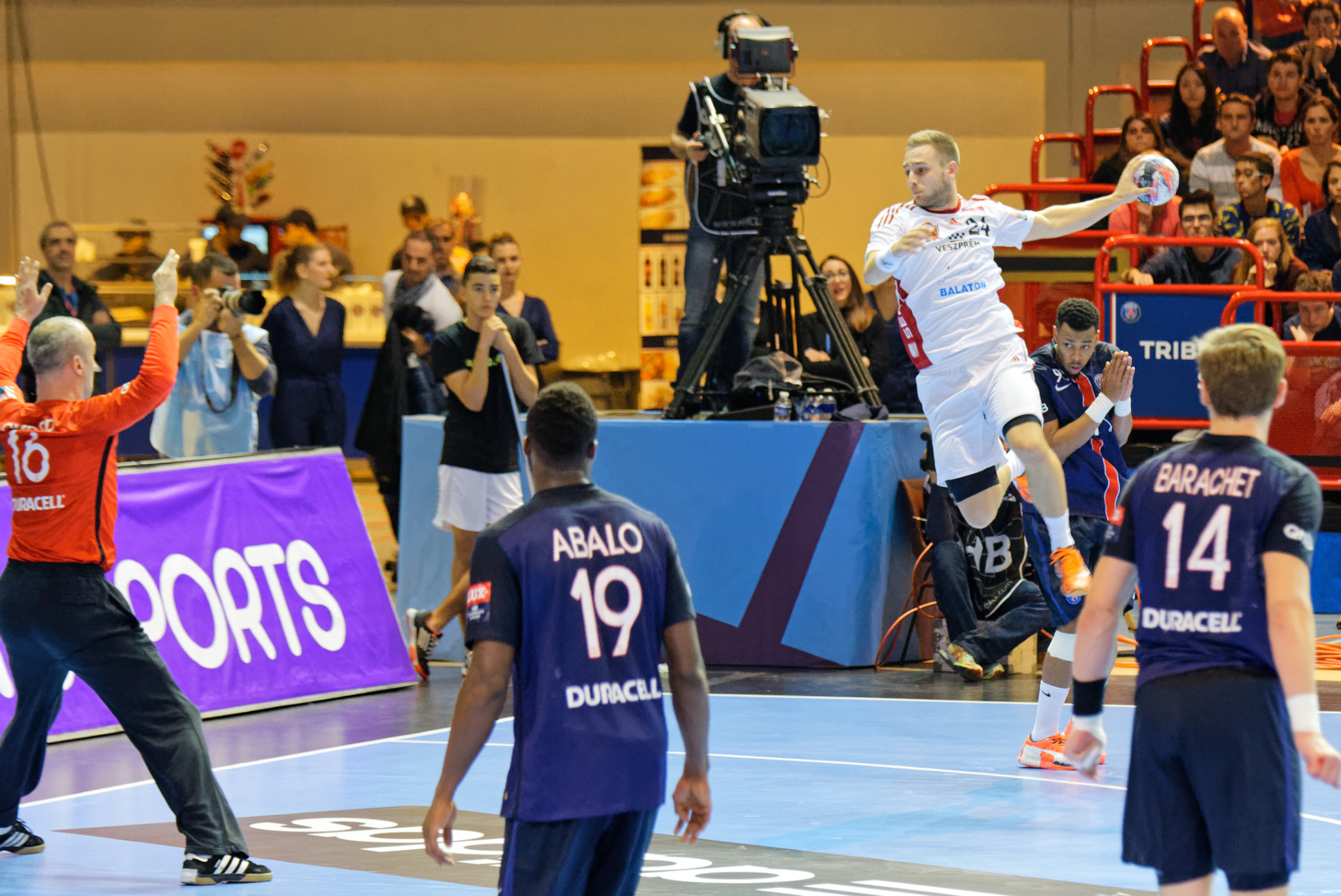
Marguč au tir, le 25 octobre 2015.